# Xu Junping
Xu Junping (徐俊平) était un colonel de l'Armée populaire de libération haut responsable du ministère de la Défense de la république populaire de Chine.
Il a fait défection au profit des États-Unis en décembre 2000. 

## Carrière
Dans les années 1970, Xu Junping a étudié l'anglais en Grande-Bretagne, avec nombre de personnes qui ont ensuite fait une brillante carrière dans l'administration chinoise. Par exemple, Yang Jiechi, ambassadeur de Chine à Washington de 2001 à 2005 et actuellement ministre des affaires étrangères de son pays. En 1996, il est nommé chef du Département Océanie et Amérique du Nord au bureau des affaires étrangères du ministère de la Défense chinois. Sa carrière paraissait bien lancée, jusqu'à ce qu'il fasse soudain défection au profit de la CIA en décembre 2000. 

## Défection
Nombre de versions ont circulé sur la défection de ce haut cadre du Ministère de la Défense chinois. Par exemple, qu'il avait fait défection soit alors qu'il accompagnait une délégation militaire au Canada, voire à New York. Une autre version veut qu'un officier de la CIA en poste à Beijing ait transmis à Junping un numéro de téléphone pour contacter la CIA une fois qu'il sera en dehors du territoire chinois. Ayant pris un avion vers Bangkok puis New York, Xu Junping aurait alors été récupéré par la CIA et le FBI. Tandis que sa femme aurait été exfiltrée lors d'un cocktail diplomatique, ce qui montre une action de défection préparée à l'avance.
Xu Junping a été débriefé par la CIA et le FBI. Il a fourni nombre d'informations sur le travail des services secrets chinois contre les États-Unis, et a été placé dans le programme de protection des témoins.